# Шама-дрозды
Шама-дрозды, или сорочьи славки (лат. Copsychus), — род воробьиных птиц из семейства мухоловковых. Распространены в Африке и Азии.
Сейшельский шама-дрозд является одним из наиболее угрожаемых видов птиц в мире. Его популяция насчитывает около 250 особей, хотя в 1970 году их было всего 16. В 1990 году, когда птиц этого вида стало 22, Королевским обществом защиты птиц и Birdlife Seychelles была запущена программа спасения, работающая до сих пор.
Шама-дрозды — насекомоядные птицы. Едят также ягоды и фрукты.

## Список видов
В состав рода включают 17 видов:
- Copsychus albiventris (Blyth, 1858)
- Copsychus albospecularis (Eydoux et Gervais, 1836) — Мадагаскарский шама-дрозд
- Copsychus barbouri (Bangs & Peters, JL, 1927)
- Copsychus cebuensis (Steere, 1890) — Тёмный шама-дрозд
- Copsychus fulicatus (Linnaeus, 1766) — Индийский чекан
- Copsychus leggei (Whistler, 1941)
- Copsychus luzoniensis (Kittlitz, 1832) — Белобровый шама-дрозд
- Copsychus malabaricus (Scopoli, 1786) — Белопоясничный шама-дрозд
- Copsychus mindanensis (Boddaert, 1783)
- Copsychus niger (Sharpe, 1877) — Чёрный шама-дрозд
- Copsychus nigricauda (Vorderman, 1893)
- Copsychus omissus (Hartert, 1902)
- Copsychus pyrropygus (Lesson, 1839) — Краснохвостый шама-дрозд
- Copsychus saularis (Linnaeus, 1758) — Сорочий шама-дрозд, или сорочья славка, или индийская сорочья славка
- Copsychus sechellarum Newton, 1865 — Сейшельский шама-дрозд, или сейшельский дроздовик
- Copsychus stricklandii Motley et Dillwyn, 1855 — Белошапочный шама-дрозд
- Copsychus superciliaris (Bourns & Worcester, 1894)